# Al-Qahir

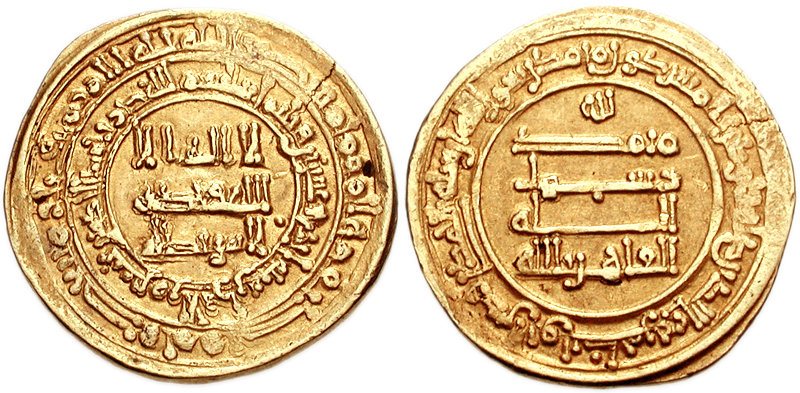
Golddinar des al-Qahir

Al-Qahir (arabisch أبو المنصور محمد بن أحمد المعتضد القاهر بالله, DMG Abū al-Manṣūr Muḥammad b. Aḥmad al-Muʿtaḍid al-Qāhir bi-'llāh; * 899; † 18. Oktober 950) war der neunzehnte Kalif der Abbasiden (932–934).
Nach der Ermordung seines Bruders al-Muqtadir wurde Abu Mansur Muhammad ibn Ahmad al-Mutadid al-Qahir bi-'llah 932 durch den Eunuchen al-Mu'nis al-Muzaffar als Kalif eingesetzt. Nachdem al-Mu'nis schon unter al-Muqtadir die Regierung kontrolliert hatte, wurde er aber 933 nach Intrigen gestürzt und hingerichtet.
Durch die tyrannische Herrschaft al-Qahirs und die auf den Tod von al-Mu'nis folgenden Auseinandersetzungen um die Stellung des Regenten kam es zur endgültigen Zerrüttung der Staatsfinanzen und zum völligen Niedergang der abbasidischen Reichsverwaltung. Dies führte nun zum Abfall weiterer Provinzen.
Schon im April 934 wurde er abgesetzt und mit ar-Rādī ein Sohn von al-Muqtadir als neuer Kalif inthronisiert. Als al-Qahir die Abdankung verweigerte, wurde er geblendet und inhaftiert. Nach elf Jahren aus dem Gefängnis entlassen, soll er bis zu seinem Tod am 18. Oktober 950 als Bettler in Bagdad gelebt haben.